# Rectoria
La Rectoria, ou la Rectorie, ou église Saint-Jean l'Évangéliste, est une église romane dédiée à Saint Jean l'Évangéliste située à Banyuls-sur-Mer, dans le département français des Pyrénées-Orientales.

## Histoire
L'église est inscrite au titre de monument historique depuis 1962.

## Architecture

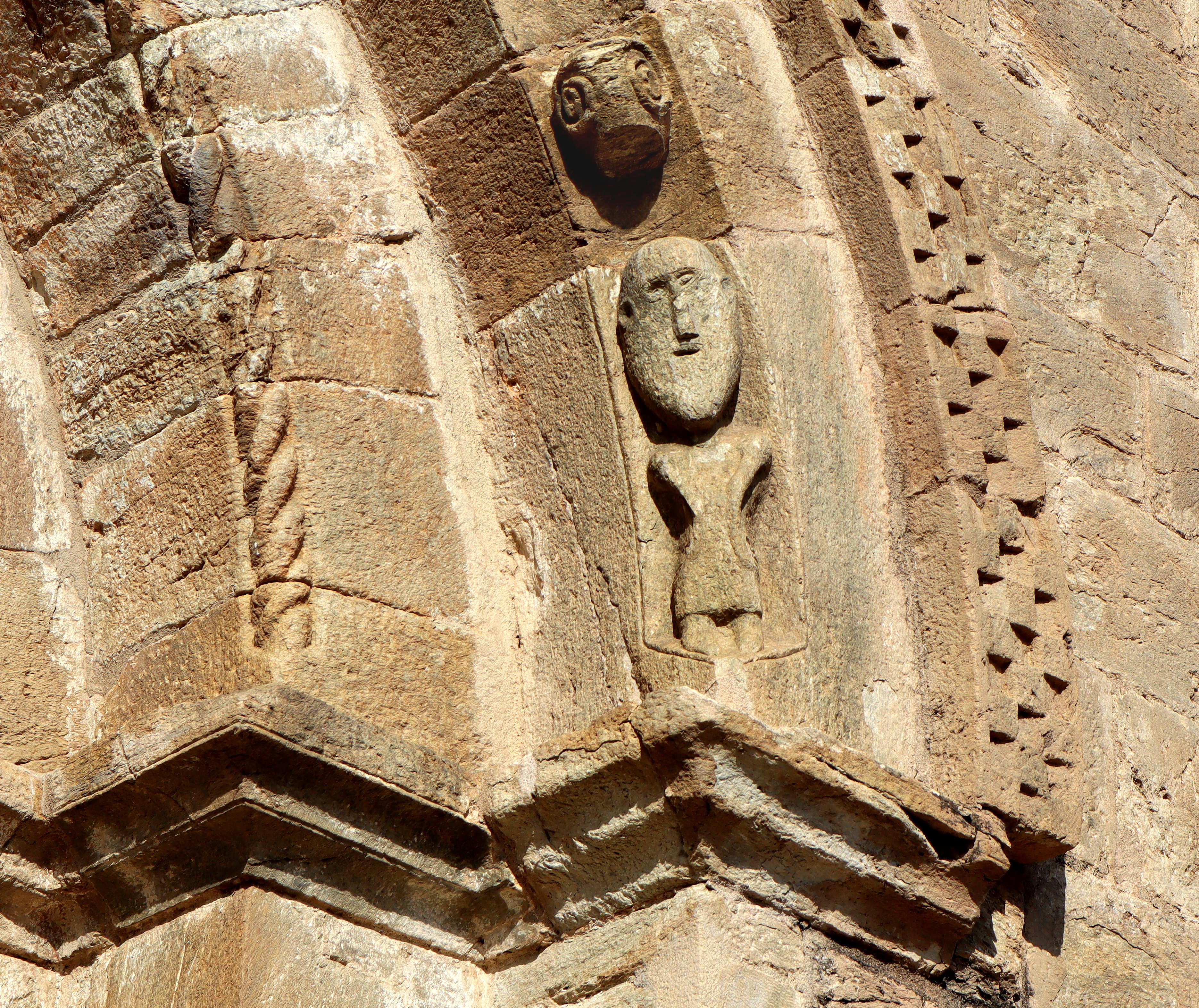
Detail du voussures du portail